# Bleksjön Räcksjön
Bleksjön Räcksjön este o arie protejată (arie specială de conservare — SAC, sit de importanță comunitară — SCI) din Suedia întinsă pe o suprafață de 49,5 ha, integral pe uscat.

## Localizare
Centrul sitului Bleksjön Räcksjön este situat la coordonatele 63°05′18″N 14°28′36″E / 63.0883°N 14.4766°E.

## Înființare
Situl Bleksjön Räcksjön a fost declarat sit de importanță comunitară în iulie 2000 pentru a proteja 2 specii de animale. Situl a fost protejat și ca arie specială de conservare în martie 2011.

## Biodiversitate
Situată în ecoregiunea boreală, aria protejată conține 3 habitate naturale: Mlaștini alcaline, Taiga vestică, Mlaștini împădurite.
La baza desemnării sitului se află mai multe specii protejate de  nevertebrate (2): Vertigo genesii, Vertigo geyeri.